# Peugeot 4008
Le Peugeot 4008 est un SUV compact commercialisé par le constructeur automobile français Peugeot entre 2012 et 2016. C'est en fait un Mitsubishi ASX I (abréviation de « Active Sports Crossover » pour certains, « Active Smart Crossover » pour d'autres), appelé Mitsubishi Outlander Sport en Amérique du Nord et Mitsubishi RVR au Canada et au Japon, un SUV crossover compact commercialisé depuis 2010, vendu au groupe PSA pour être commercialisé sous les références Peugeot 4008 et Citroën C4-Aircross.

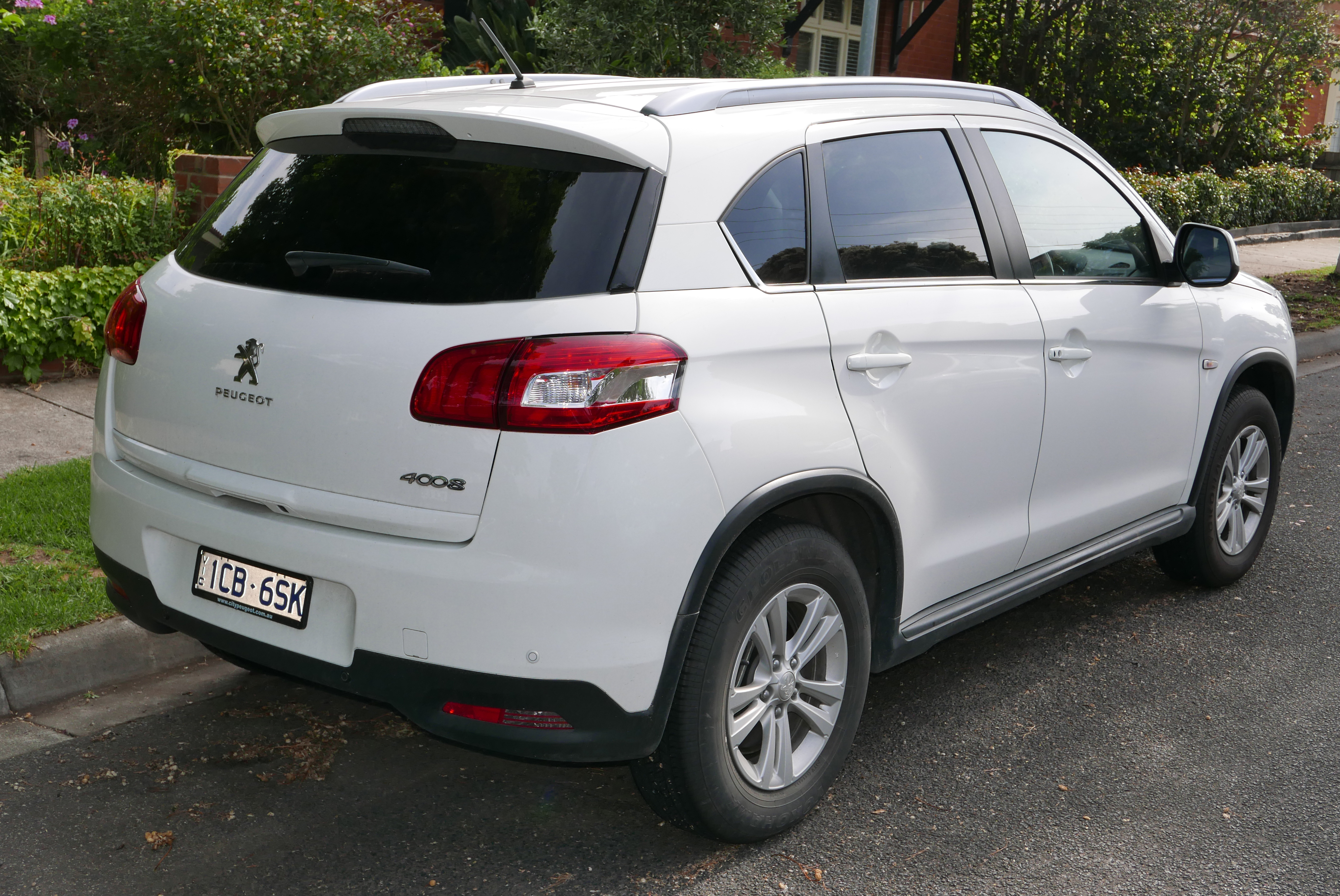
Peugeot 4008 I vue arrière

## Présentation
Le Peugeot 4008 et son jumeau, le Citroën C4 Aircross, ont été dévoilés fin septembre 2011. Ils sont fabriqués par le constructeur japonais Mitsubishi. Ils remplacent la première série de Mitsubishi Outlander II, badgée Citroën C-Crosser et Peugeot 4007, 1er SUV du groupe PSA, modèles fabriqués par Mitsubishi au Japon puis, assemblés en SKD en Russie dans l'usine commune Mitsubishi-PSA PSMA Russ de Kaluga, mise en service en avril 2010 et mise à l'arrêt le 31 mars 2022 après l'envahissement de l'Ukraine par la Russie de Poutine.
Afin de ne pas entrer en concurrence avec le Peugeot 3008 I, la première génération du 4008, le Mitsubishi ASX I rebadgé Peugeot, n'est proposé qu'en quatre roues motrices, contrairement à son jumeau, le Citroën C4 Aircross. De plus, il est destiné en grande partie aux marchés extra-européens. Le 4008 est moins large et moins haut que le 3008.
C'est un des rares modèles Peugeot à être fabriqué hors de Chine et exporté vers ce pays où il est en concurrence directe avec le Mitsibishi ASX/RVR produit localement.

### Motorisations
|                            | 1.6 HDi 115            | 1.8 Di-D 115           | 1.8 Di-D 150           | 1.6 117                   | 1.8 139                | 2.0 148                        |
| -------------------------- | ---------------------- | ---------------------- | ---------------------- | ------------------------- | ---------------------- | ------------------------------ |
| Moteur                     | 4 cylindres en ligne   | 4 cylindres en ligne   | 4 cylindres en ligne   | 4 cylindres en ligne      | 4 cylindres en ligne   | 4 cylindres en ligne           |
| Cylindrée                  | 1 560                  | 1 798                  | 1 798                  | 1 590                     | 1 798                  |                                |
| Puissance maxi             | 115 ch à 3 600 tr/min  | 115 ch à 3 500 tr/min  | 150 ch à 4 000 tr/min  | 115⁄117 ch à 6 000 tr/min | 139 ch à 6 000 tr/min  | 148 ch à 6 000 tr/min          |
| Couple maxi                | 270 N m à 1 750 tr/min | 300 N m à 1 750 tr/min | 300 N m à 2 000 tr/min | 154 N m à 4 000 tr/min    | 172 N m à 4 200 tr/min | 197 N m à 4 200 tr/min         |
| Boîte de vitesses          | BVM6 2WD/4WD           | BVM6 2WD/4WD           | BVM6 2WD/4WD           | BVM5 2WD                  | Auto 2WD/4WD           | BVM5 2WD / Auto 2WD / Auto 4WD |
| Vitesse maxi               | 182 / 180              | 189 / 185              | 200 / 198              | 182                       |                        |                                |
| 0-100 km/h                 | 10,8 / 11,6            | 10,2 / 10,6            | 10,8 / 11,5            | 11,3                      |                        |                                |
| Consommation (en L/100 km) | 4,6 à 5                | 4,8 / 5,1              | 5,4 / 5,6              | 5,8                       |                        | 7,6                            |
| Émissions de CO2 (en g/km) | 119 à 132              | 127 / 134              | 141 / 146              | 133                       | 153                    |                                |
| Peugeot                    | Oui                    | Non                    | Non                    | Non                       | Non                    | Non                            |

En 2015, le moteur 1.8 HDi de 150 ch disparaît et seul le 1.6 HDi 115 ch 4x4 subsiste en répondant à la norme Euro 6 grâce à la greffe d'un système de traitement des NOx. Depuis 2016, le Peugeot 4008 I n'est plus en vente, sauf en Afrique.

## Production et ventes

### Mitsubishi ASX
| Années | Production | Production  | Production     | Production  | Production         | Production | Production | Production |
| Années | Japon      | Japon       | Amér. Nord (1) | Chine (2)   | Russie CKD/SKD (3) | Asie (6)   | Brésil (5) | Total      |
| Années | Okazaki    | Mizushima   | Amér. Nord (1) | Chine (2)   | Russie CKD/SKD (3) | Asie (6)   | Brésil (5) | Total      |
| ------ | ---------- | ----------- | -------------- | ----------- | ------------------ | ---------- | ---------- | ---------- |
| 2009   | 6.915      |             |                |             |                    |            |            | 6.915      |
| 2010   | 134.004    |             |                |             |                    |            |            | 134.004    |
| 2011   | 145.608    |             |                |             |                    |            |            | 145.608    |
| 2012   | 103.603    |             | 39.998         | 8.202       | (39.263)           | 6.510      |            | 151.806    |
| 2013   | 79.381     |             | 69.766         | 38.781      | (38.600)           | 4.770      |            | 190.631    |
| 2014   | 101.473    |             | 61.974         | 60.892      | (20.403)           | 4.140      | 3.870      | 228.209    |
| 2015   | 93.282     |             | 38.186         | 46.256      | (19.424)           | 1.440      | 7.560      | 187.594    |
| 2016   | 138.324    |             |                | 33.927      | (11.433)           | 2.168      | 1.740      | 176.159    |
| 2017   | 85.493     | 34.586      |                | 32.617      | (17.638)           | 618        | 8.018      | 161.332    |
| 2018   | 8          | 112.173     |                | 25.628      | (26.267)           | 416        | 3.964      | 142.189    |
| 2019   |            | N.C.        |                | N.C.        |                    | N.C.       | N.C.       | 128.478    |
| 2020   |            | N.C.        |                | N.C.        |                    | N.C.       | N.C.       | 96.921     |
| 2021   |            | N.C.        |                | N.C.        |                    | N.C.       | N.C.       | 79.645     |
| 2022   |            | N.C.        |                | N.C.        |                    |            |            | 55.000 (*) |
| 2023   |            | N.C.        |                | N.C.        |                    |            |            | 51.345     |
| Total  | 888.091    | 147.759 (0) | 209.924        | 246.303 (0) | (173.028) (**)     | 20.062 (0) | 25.152 (0) | 1.935.836  |

(*) : Estimation - (**) : Assemblage CKD/SKD, production usines Japon - (0) Totaux partiels.
| Années | Ventes     | Ventes         | Ventes     | Ventes        | Ventes      | Ventes    | Ventes           | Ventes                 | Ventes    |
| Années | Japon      | Amér. Nord (1) | Europe (4) | Amér. Sud (5) | Russie (3)  | Chine (2) | Asie Océanie (6) | Moyen Orient & Afrique | Total     |
| ------ | ---------- | -------------- | ---------- | ------------- | ----------- | --------- | ---------------- | ---------------------- | --------- |
| 2009   | 5.505      |                |            |               |             |           |                  |                        | 5.505     |
| 2010   | 10.159     | 8.127          | 47.315     |               |             |           | 2.349            | 505                    | 68.455    |
| 2011   | 5.405      | 23.763         | 67.115     | 16.413        |             | 8.392     | 9.120            | 1.672                  | 131.790   |
| 2012   | 4.350      | 25.858         | 52.633     | 14.343        |             | 7.204     | 6.960            | 3.457                  | 114.805   |
| 2013   | 2.778      | 35.521         | 56.735     | 14.545        |             | 32.509    | 14.964           | 5.131                  | 162.683   |
| 2014   | 2.066      | 40.665         | 62.040     | 15.313        | 68.085      | 58.412    | 20.486           | 5.016                  | 272.083   |
| 2015   | 1.622      | 44.654         | 50.570     | 10.708        | 31.157      | 45.306    | 21.678           | 3.491                  | 178.900   |
| 2016   | 1.369      | 38.428         | 40.446     | 7.234         | 15.981      | 40.501    | 21.048           | 4.159                  | 155.630   |
| 2017   | 1.900      | 48.528         | 41.278     | 8.608         | 30.304      | 32.880    | 23.527           | 4.796                  | 162.980   |
| 2018   | 1.185      | 49.685         | 41.442     | 8.540         | 45.812      | 28.299    | 24.296           | 2.692                  | 154.250   |
| 2019   | N.C.       | 33.607         | 30.622     | N.C.          | N.C.        | 19.871    | 20.806           | N.C.                   | 128.480   |
| 2020   | N.C.       | 33.516         | 17.983     | N.C.          | N.C.        | 10.137    | 14.056           |                        | 96.920    |
| 2021   | N.C.       | 42.917         | 6.271      | N.C.          | N.C.        | 6.006     | 14,764           |                        | 79.650    |
| 2022   |            | 16.374         | 29         | N.C.          | N.C.        | 1.570     | 12.753           |                        | 51.345    |
| 2023   |            | 15.016         |            |               |             | 1.622     | 9.176            |                        | 25.815    |
| 2024   |            | 15.125         |            |               |             |           |                  |                        | 15.125    |
| Total  | 36.339 (0) | 471.784        | 514.479    | 95.704 (0)    | 191.339 (0) | 292.709   | 215.983          | 30.919 (0)             | 1.804.416 |

NB : Depuis 2019, Mitsubishi ne publie plus les chiffres de production et de vente par modèle.
 Stellantis ne publie pas les chiffres de production et de vente par modèle.
(0) : Totaux partiels.

Sources : Facts & Figures 2016, Facts & Figures 2019, Mitsubishi Motors website) y compris l'approvisionnement en CKD/SKD production OEM des Citroën C4 Aircross & Peugeot 4008.
- (1) : Amérique du Nord - Production : Mitsubishi Motors North America, Inc. Cypress, California (fin en novembre 2015) / Ventes : États-Unis + Canada + Mexique + Porto Rico.
- (2) : Chine - Production : Chine (GMMC-GAC Mitsubishi Motors Co., Ltd + SEM-South East (Fujian) Motor Co., Ltd.) + Taiwan (CMC - China Motor Co,. Ltd.) / Ventes : Chine + Taiwan.
- (3) : Russie - Production en CKD/SKD : PCMA RUS Limited Company - J-V PSA (70%) & Mitsubishi (30%). Exemplaires comptés dans la production de l'usine Mitsubishi d'Okazaki.
- (4) : Europe : Production : NedCar BV (2008-2012) / Ventes : Union Européenne (27 pays) + Israël + Norvège + Royaume-Uni + Suisse + Ukraine.
- (5) : Amérique du Sud - Production : Brésil MMC Automóveis do Brasil Ltda / Ventes : tous pays d'Amérique centrale et du Sud hors Mexique (Argentine, Brésil, Chili, Uruguay, Vénézuela, etc.).
- (6) : Asie - Production : MMTh-Mitsubishi Motors Thailand Co.,Ltd. +  MMPC-Mitsubishi Motors Philippines Corp. + Krama Yudha Ratu Motors (Indonésie) / Ventes : Indonésie + Malaisie + Philippines + Thaïlande + Vietnam.

| Années | Production Assemblage (1) | Production Assemblage (1) | Production Assemblage (1) | Ventes      | Ventes          | Ventes                  |
| Années | Mitsubishi ASX I (RVR)    | C4 Aircross               | 4008 I                    | C4 Aircross | 4008 I (Europe) | 4008 I (reste du Monde) |
| ------ | ------------------------- | ------------------------- | ------------------------- | ----------- | --------------- | ----------------------- |
| 2009   | 6.915                     |                           |                           |             |                 |                         |
| 2010   | 134.004                   |                           |                           |             |                 |                         |
| 2011   | 145.608                   | 200                       | 100                       |             |                 |                         |
| 2012   | 151.806                   | 21.700                    | 12.237                    | 17.000 (*)  | 3.744           | 5.556                   |
| 2013   | 190.631                   | 11.785                    | 7.675                     | 13.600 (*)  | 3.972           | 5.128                   |
| 2014   | 228.209                   | 13.417                    | 6.983                     | 14.600 (*)  | 2.533           | 5.167                   |
| 2015   | 187.594                   | 13.376                    | 5.824                     | 13.900      | 2.442           | 6.200                   |
| 2016   | 176.159                   | 12.727 (2)                | 12.727 (2)                | 9.676       | 2.036           | 12.074                  |
| 2017   | 161.332                   | 2.667 (2)                 | 2.667 (2)                 | 3.321       | 793             |                         |
| 2018   | 142.189                   |                           |                           | 781         | 16              |                         |
| 2019   | 128.478                   |                           |                           | 2.643       |                 |                         |
| 2020   | 96.921                    |                           |                           | 463         |                 |                         |
| 2021   | 79.650                    |                           |                           |             |                 |                         |
| 2022   | 51.345                    |                           |                           |             |                 |                         |
| Total  | 1.935.836                 | (70.118)                  | (45.536)                  | 75.984      | 15.536          | 44.374                  |

NB : (*) : Les chiffres Citroën sont arrondis à la centaine.
(1) : Tous les véhicules sont produits par Mitsubishi et badgés Mitsubishi, Citroën et Peugeot - Certains ont été assemblés en CKD/SKD en Russie à partir de 2012. L'assemblage des versions Citroën et Peugeot a pris fin en avril 2017. La production du Mitsubishi s'est poursuivie jusqu'en 2023.
(2) : Ventilation entre Citroën et Peugeot non communiquée par PSA.
(3) : Modèles PSA produits par Mitsubishi et badgés Citroën C' Aircross et Peugeot 4008.

Sources :
* CCFA - Analyses et statistiques production automobile des marques françaises par année.
* Documents de référence annuels Groupe PSA 2007 à 2022.
* Mitsubishi Motors - (en) Facts & Figures 2014, 2017 & 2019.
* Statistiques ventes de Peugeot 4008 II en Chine (2016 à mai 2024).
Le 27 mars 2015, l'usine d'assemblage russe PCMA Rus, détenue en joint-venture par PSA et Mitsubishi à Kaluga, en Russie, a annoncé la suspension de la production des modèles Citroën C4 L Sedan, Peugeot 408, Mitsubishi Pajero Sport, Mitsubishi Outlander et ses clones Citroën C4 Aircross et Peugeot 4008 jusqu'au 10 juillet 2015. Selon l'Association du business européen, les ventes de Peugeot avaient chuté de 84%, celles de Citroën de 83% et Mitsubishi de 51% en Russie, en février 2015. L'usine n'a repris son activité que le 17 août 2015.
La production du Citroën C4 Aircross s'est arrêtée en avril 2017 après 4,5 ans et un très faible niveau de ventes. Le contrat de fourniture du Mitsubishi ASX I a été dénoncé par le groupe français PSA. Les 2.667 derniers exemplaires de C4 Aircross et 4008 ont été produits dans l'usine Mitsubishi d'Okazaaki en 2017. Le C4 Aircross a été remplacé par le C5 Aircross qui a été dévoilé au Salon de Shanghai 2017 en Chine, puis au Salon de Francfort 2017 en Allemagne pour un début de commercialisation en Europe en octobre 2018, lors du Salon de Paris.
Son clone, le Peugeot 4008 I a été remplacé en 2016, après ce cuisant échec, par le 3008 II, renommé 4008 II en Chine car le 3008 de la première génération était resté en vente aux côtés du nouveau 4008 II, comme version à bas prix. Le 4008 II chinois n'a rien à voir avec le 4008 vendu en Europe, qui est un Mitsubishi ASX I rebadgé et qui a été importé en nombre très limité en Chine.
En France, les Citroën C4 Aircross et Peugeot 4008 ont tiré leur révérence dans la plus grande discrétion, en mars 2017, après 4,5 années de commercialisation. Fabriqués au Japon, ces deux clones du Mitsubishi ASX - qui, continue allègrement sa carrière avec plus de 150.000 exemplaires annuels vendus dans le monde, ont connu une carrière très timide. Le Citroën C4 Aircross s’est vendu à un peu plus de 26.200 exemplaires alors que le Peugeot n'a pas réussi à séduire 7.250 clients.
La relève de ces deux modèles disparus dans l'anonymat le plus total, a été assurée par les Citroën C5 Aircross et Peugeot 3008, à partir de l’automne 2018.
| Immatriculations Citroën C4 Aircross et Peugeot 4008 en France | Immatriculations Citroën C4 Aircross et Peugeot 4008 en France | Immatriculations Citroën C4 Aircross et Peugeot 4008 en France | Immatriculations Citroën C4 Aircross et Peugeot 4008 en France |
| Année                                                          | C4 Aircross                                                    | 4008 I                                                         | Total                                                          |
| -------------------------------------------------------------- | -------------------------------------------------------------- | -------------------------------------------------------------- | -------------------------------------------------------------- |
| 2012                                                           | 5.293                                                          | 1.397                                                          | 6.690                                                          |
| 2013                                                           | 5.242                                                          | 1.704                                                          | 6.946                                                          |
| 2014                                                           | 4.978                                                          | 1.308                                                          | 6.286                                                          |
| 2015                                                           | 5.301                                                          | 1.324                                                          | 6.625                                                          |
| 2016                                                           | 4.704                                                          | 1.360                                                          | 6.064                                                          |
| 2017                                                           | 496                                                            | 155                                                            | 651                                                            |
| Total                                                          | 26.224                                                         | 7.248                                                          | 33.472                                                         |

Sources : Citroën C4 Aircross et Peugeot 4008 : c'est fini - Immatriculations Citroën C4 Aircross et Peugeot 4008 en France.

## Citroën C4 Aircross II & Peugeot 4008 II
Les SUV Citroën C4-Aircross et Peugeot 4008 I n'ont jamais atteint les objectifs de ventes espérés par PSA, tout comme les C-Crosser & 4007 précédents. Après ces deux échecs consécutifs, le groupe PSA a rompu les accords signés avec Mitsubishi et a décidé de remplacer ces modèles par d'autres, portant les mêmes noms, mais destinés uniquement au marché chinois et construits en Chine par Dongfeng Motors. Entre le 7 septembre 2016 et fin 2021, (soit 5,5 ans) Dongfeng Motors a produit 116.572 exemplaires destinés exclusivement au marché chinois :
- Peugeot 4008 II, une version allongée du 3008 européen, dans la nouvelle usine commune DPCA de Chengdu, inaugurée le 7 septembre 2016, construite spécifiquement pour la production de véhicules SUV, d'une capacité de 300.000 véhicules par an,
- Citroën C4-Aircross II, version avec empattement allongé du C3 Aircross (2017), dans l'usine DPCA de Wuhan à partir d'avril 2018, baptisée Dongfeng Citroën Yunyi C4 Aircross. Son échec commercial sur le marché chinois a entraîné l'arrêt prématuré de sa production en 2020[11].

Après l'absorption du groupe PSA par Stellantis en 2021, la participation dans les usines de Chengdu, Wuhan et Xiangyang, a été revendue à Dongfeng mi octobre 2023. Depuis ces rachats, le constructeur chinois poursuit la production des modèles Peugeot et Citroën pour son marché domestique. Stellantis a confirmé que Dongfeng Motors allait dorénavant « gérer les ventes des marques Peugeot et Citroën en Chine ». Depuis le 1er novembre 2023, Dongfeng Motors ne détient plus que 1,58 % du capital social de Stellantis.
| Années | Ventes en Chine | Ventes en Chine |
| Années | C4 Aircross II  | 4008 II         |
| ------ | --------------- | --------------- |
| 2016   |                 | 9.002           |
| 2017   |                 | 51.832          |
| 2018   | 1.162           | 31.859          |
| 2019   | 2.643           | 19.193          |
| 2020   | 440             | 9.003           |
| 2021   | 9               | 15.014          |
| 2022   | 2               | 14.181          |
| 2023   |                 | 7.066           |
| 2024   |                 |                 |
| Total  | 4.256           | 113.351 (*)     |

(*) : Total partiel.

## Liens
- Site officiel